# Passe de Bolan
Pour les articles homonymes, voir Bolan.
La passe de Bolan (ourdou : درہ بولان) est un défilé dans les monts Brahui, localisé au sud-ouest du Pakistan, à 120 kilomètres de la frontière avec l'Afghanistan.

## Histoire
Permettant d'accéder à l'Asie Centrale, cette passe a toujours constitué un  point stratégique pour le commerce et les expéditions militaires. Elle a été longtemps contrôlée par la tribu Brahui, qui est toujours actuellement présente dans le Baloutchistan pakistanais.
Elle a été notamment franchie par une partie de l'armée d'Alexandre le Grand commandée par  le général Cratère en -325.
Point important de la frontière baloutche, permettant de relier Jacobabad et Sibi à Quetta, elle a pris une place importante dans les campagnes britanniques en Afghanistan. Dans le contexte du Grand Jeu qui les mettait aux prises avec la Russie, les Britanniques prirent la menace d'une invasion russe passant par les passes Khyber et Bolan au sérieux.
En 1837, l'émissaire britannique Alexander Burnes fut envoyé à  Kaboul pour obtenir des garanties auprès de l'émir afghan Dost Mohammed Khan, qui furent insuffisantes pour le gouverneur Lord Auckland. En 1839, une armée britannique de 12 000 hommes, commandée par John Keane, franchit la passe de Bolan et entra dans Kandahar, abandonnée des princes afghans.
En 1879, le contrôle de la passe de Bolan fut transféré aux Britanniques lors du traité de Gandomak qui mit fin à la seconde guerre anglo-afghane. L'accès fut peu à peu sécurisé par la British Indian Army et le col fut choisi comme point de passage de la voie ferrée Sind-Pishin.